# Vegetation Island
Vegetation Island (von englisch vegetation ‚Vegetation‘) ist eine kleine Insel, die rund 3 km nördlich von Inexpressible Island und westlich der Northern Foothills in der Nansen-Eistafel vor der Scott-Küste des ostantarktischen Viktorialands liegt. 
Entdeckt wurde die Insel von der sogenannten Nordgruppe der vom britischen Polarforscher Robert Falcon Scott geleiteten Terra-Nova-Expedition (1910–1913). Namensgebend war der dichte Bewuchs der Felsen auf der Insel mit Flechten.